# Huang Yueying
Lady Huang, también conocida en la ficción y el folclore como Huang Yueying, fue la esposa de Zhuge Liang, canciller y regente del estado de Shu Han durante el período de los Tres Reinos de China. Su nombre no quedó registrado en la historia; "Huang Yueying" es simplemente un nombre ficticio. En los cuentos, Lady Huang destacó, sin embargo, por su erudición, sabiendo en estrategia, geografía, astronomía y adivinación. Zhuge Liang se enteró de su inteligencia, la cortejó y se casó con ella.

## En registros históricos
La única mención de Lady Huang en fuentes históricas fue en Xiangyang Ji (襄陽記; Registros de Xiangyang ). En el siglo V, Pei Songzhi añadió el relato como una anotación a la biografía de Zhuge Liang en el texto histórico Registros de los Tres Reinos, que había sido escrito por Chen Shou dos siglos antes.
El relato afirma que Huang Chengyan le dijo una vez a Zhuge Liang: "Escuché que estás buscando una esposa. Tengo una hija fea con cabello amarillo y piel oscura, pero su talento coincide con el tuyo". Tras esto, Zhuge Liang se casó con la hija de Huang Chengyan.  En ese momento, había un dicho en su aldea: "No seas como Kongming cuando elijas esposa. Terminó con la fea hija de A-cheng (refiriéndose a Huang Chengyan)". 

## En folklore

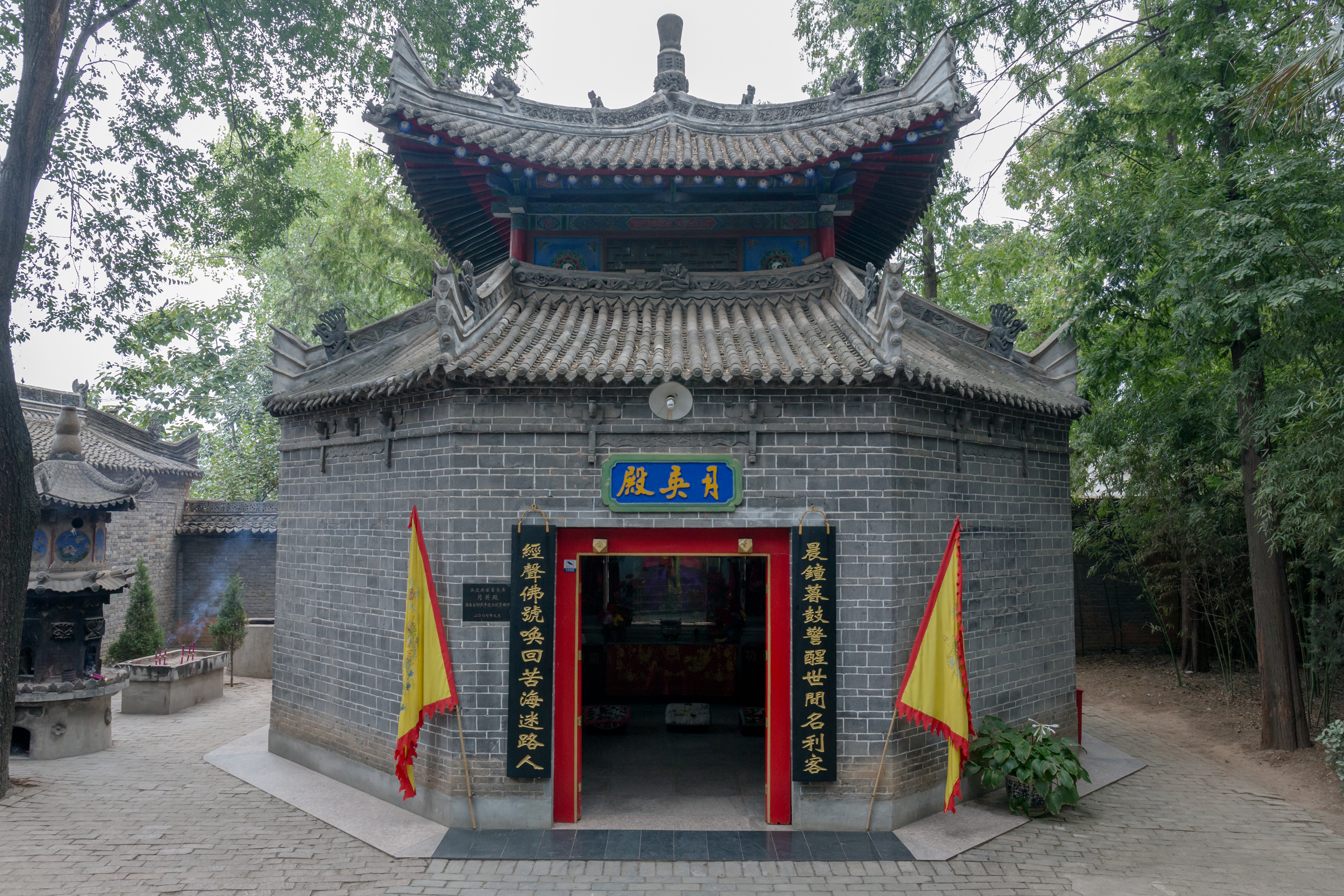
El Salón Yueying dedicado a Huang Yueying en el Templo del Marqués Wu, Llanuras de Wuzhang

Una historia cuenta que Huang Yueying desafió a sus pretendientes a visitarla personalmente alegando que era fea. En caso de que un pretendiente la visitara, se escondería bajo velos como un desafío silencioso para poner a prueba su determinación. Cuando Zhuge Liang se acercó a ella, su figura estaba recortada por la luz de la luna y su cabeza estaba cubierta con dos velos rojos. A diferencia de otros hombres, Zhuge Liang entró solo a su habitación y no dudó en quitarle los disfraces. Mientras le quitaba el primer velo de la cara, afirmó con calma que su fealdad era un malentendido por parte de su padre. Luego, Zhuge Liang fue recompensado por el rostro alegre y la gratificación de Huang Yueying.[cita requerida]
Las leyendas populares le atribuyen tanto la creación del buey de madera (un artefacto mecánico legendario que llevaba víveres y materiales al frente de guerra), como la creación de inventos fantasiosos, como robots de cocina. 
Huang Yueying no sobrevivió por mucho a su marido, quien murió en el 234 d. C. En su lecho de muerte Huang Yueying urgió a su hijo, Zhuge Zhan a ser "leal y filial". Existe un monumento para ella en su supuesta ciudad natal de Huangjiawan (黄家湾) en la aldea de Yao'an (姚庵村) en las afueras de Xiangyang . 
Según historiadores, se dice que Huang Yueying terminó muriendo por depresión tras perder a su marido Zhuge Liang.

## En la cultura popular
Huang Yueying aparece como un personaje jugable en la serie de videojuegos Dynasty Warriors y Warriors Orochi de Koei . Se la conoce como "Yue Ying" en los juegos hasta Dynasty Warriors 7 . Desde Dynasty Warriors Next (en PS Vita) y Warriors Orochi 3, se la conoce como "Yueying". También aparece en otros juegos producidos por Koei, como Kessen II y todas las entregas de la serie de juegos de estrategia Romance of the Three Kingdoms .
También aparece en varios otros videojuegos, como Hou Feng San Guo Online, Zong Heng San Guo Online, Meng Jiang Zhuan Online y Qun Ying Fu Online .
Aparece en el manga "Majo Taisen".
Gui Gui la interpreta en el drama televisivo taiwanés KO3an Guo, que parodia la novela histórica Romance de los Tres Reinos en un entorno de escuela secundaria moderna.